# Palmolie

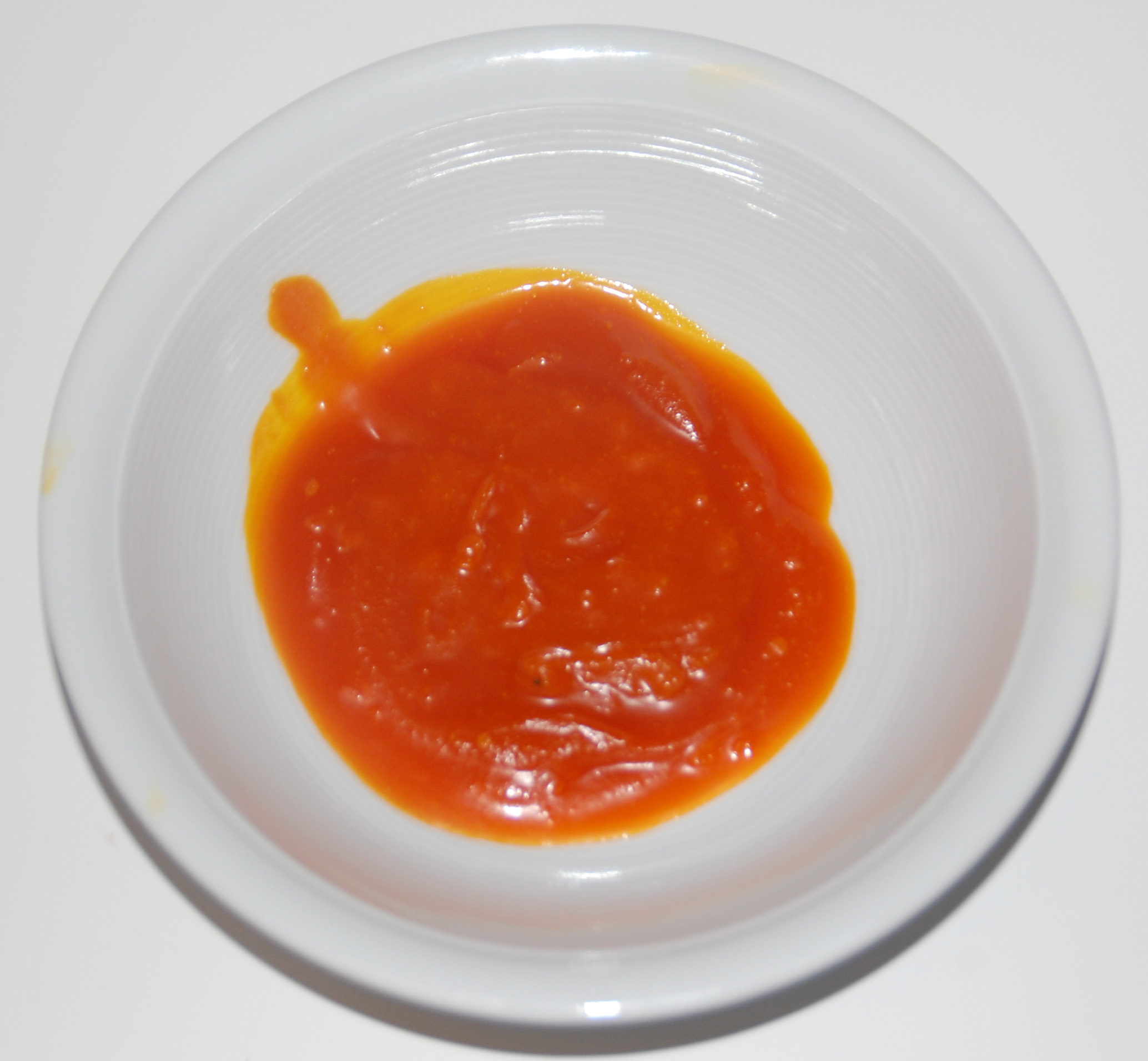
Palmolie

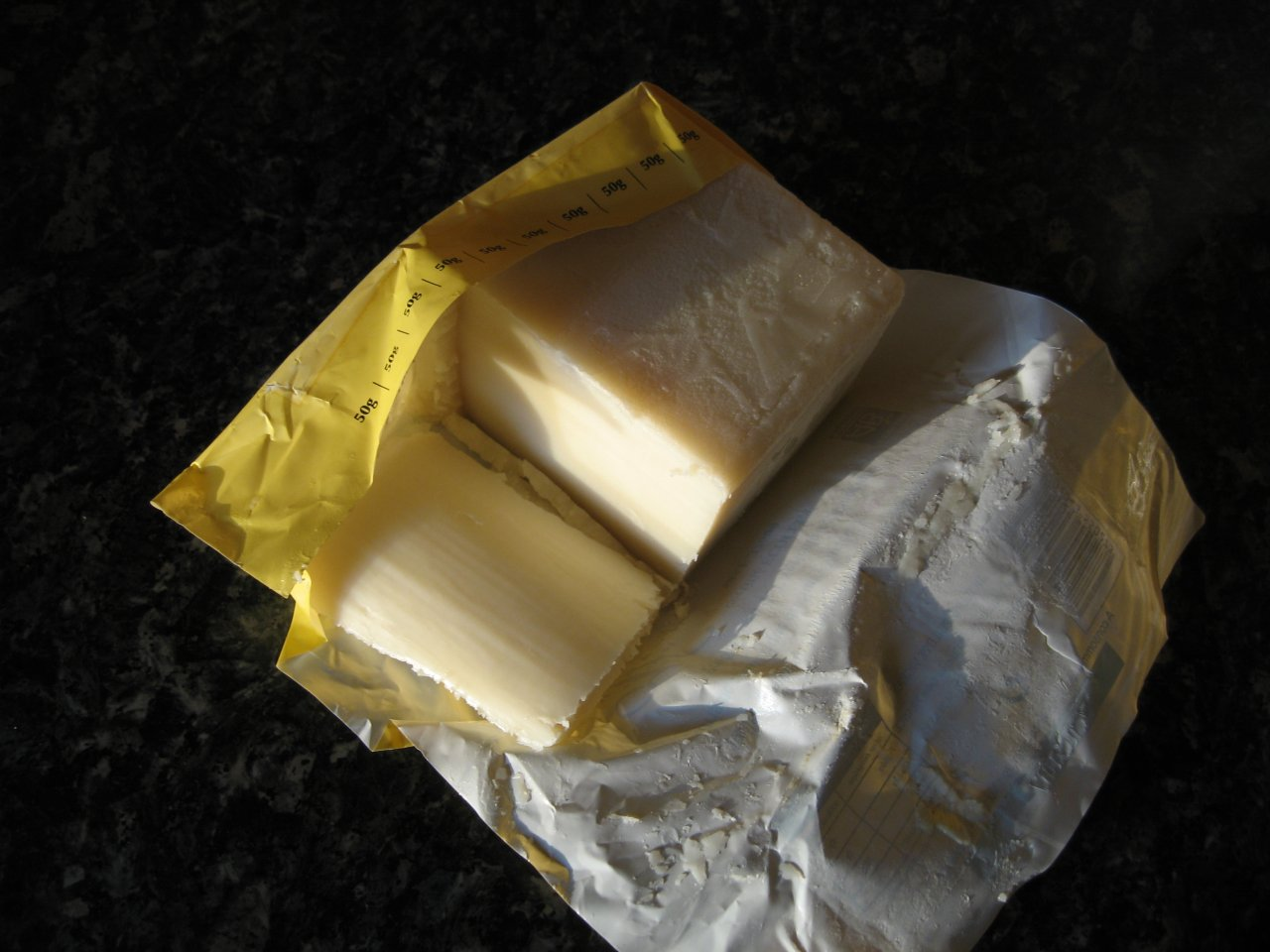
Vetblok van palmolie

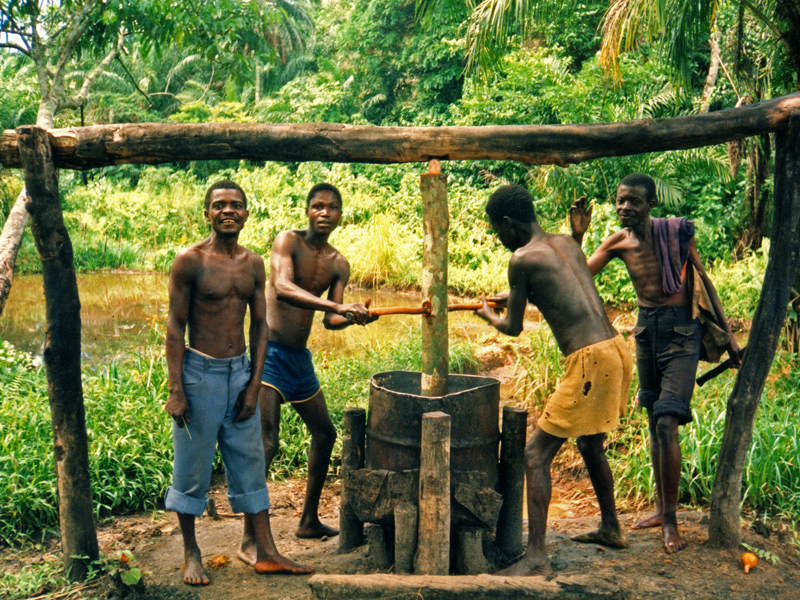
Kleinschalige productie in Congo-Kinshasa

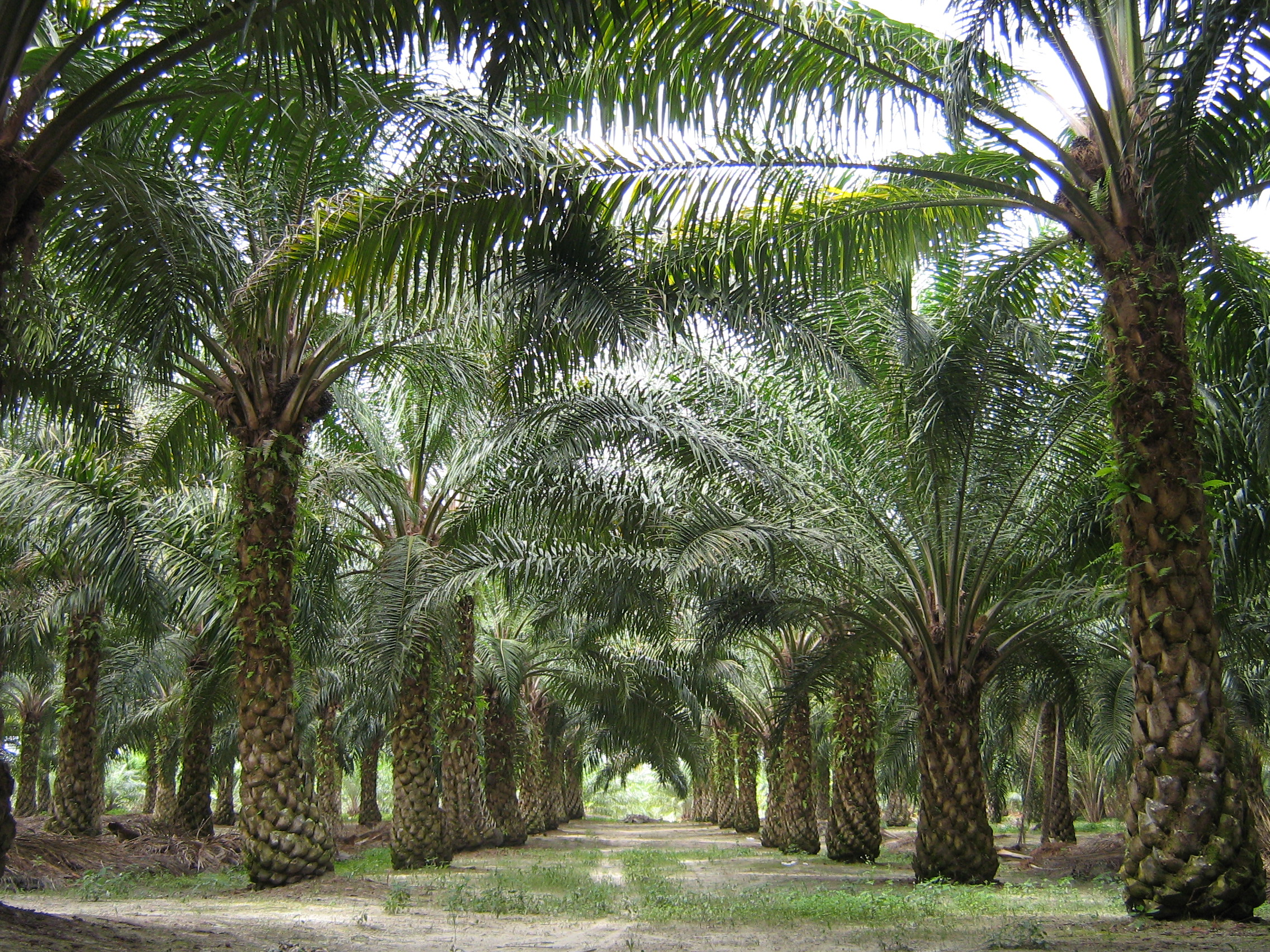
Oliepalmplantage in Maleisië

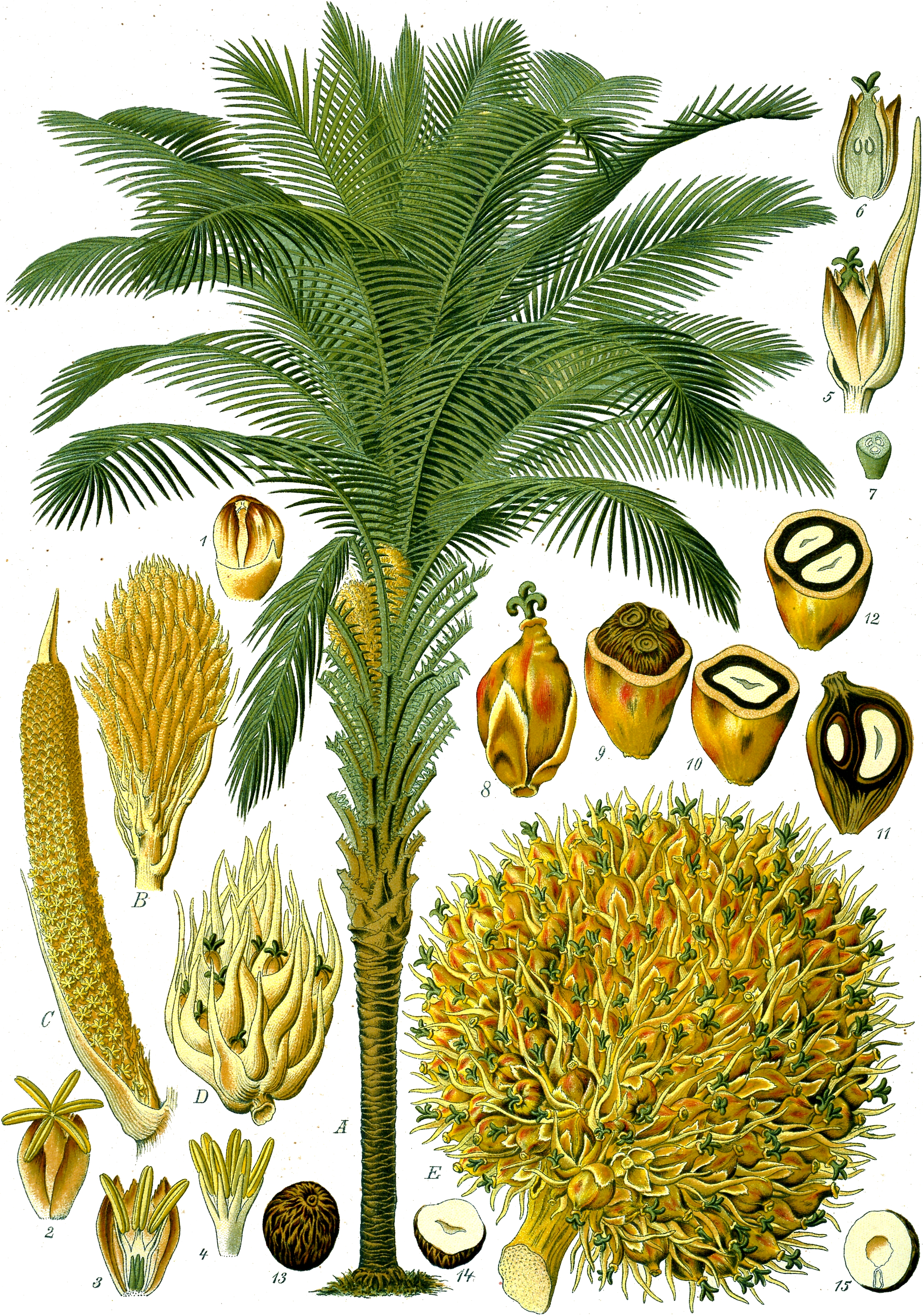
Botanische prent van een oliepalm
bron: Koehler, 1887

Palmolie is plantaardige olie die hoofdzakelijk wordt gewonnen uit de vruchten van de oliepalm. Een andere soort die palmolie levert, is de coyolpalm. Palmolie bevat een hoog percentage verzadigde vetten en antioxidanten.
Palmolie wordt gebruikt voor onder andere frituurolie en bij de productie van koekjes, chips, kruidenmengsels, sauzen en margarine. Verder is het de grondstof voor de zeepvervanger natriumlaurylsulfaat die gebruikt wordt in cosmetica en schoonmaakmiddelen. Tien procent van de wereldproductie werd in 2012 ingezet als biodiesel.
Palmolie bestaat voor een belangrijk deel uit verzadigde vetzuren die het risico op cardiovasculaire aandoeningen verhogen. De Belgische Hoge Gezondheidsraad waarschuwt daarom voor het overmatig gebruik van producten met palmolie.

## Productie
De oliepalm gedijt het best in een tropisch klimaat. Maleisië en Sumatra in Indonesië hebben de meeste plantages, in Indonesië is ruim zes miljoen ha met palmbomen beplant en in Maleisië circa 4 miljoen ha. Wereldwijd beslaan de plantages een oppervlak van 18,7 miljoen hectare.
De plantages zijn in handen van kleine boeren, maar ook van grote beursgenoteerde bedrijven. In Indonesië behoort Golden Agri-Resources tot de grootste palmolieproducenten met een totaal bebouwd areaal van 300.000 hectare.
| Topproducenten van oliepalm 2018 | Topproducenten van oliepalm 2018 |
| Land                             | Productie (ton)                  |
| -------------------------------- | -------------------------------- |
| Indonesië                        | 115.267.491                      |
| Maleisië                         | 98.419.400                       |
| Thailand                         | 15.400.000                       |
| Nigeria                          | 7.850.000                        |
| Colombia                         | 5.878.504                        |
| Ecuador                          | 2.785.756                        |
| Kameroen                         | 2.641.118                        |
| Ghana                            | 2.604.387                        |
| Papoea-Nieuw-Guinea              | 2.496.325                        |
| Honduras                         | 2.493.910                        |
| Guatemala                        | 2.308.262                        |
| Ivoorkust                        | 2.186.851                        |
| Brazilië                         | 1.565.197                        |
| Congo-Kinshasa                   | 1.192.783                        |
| Costa Rica                       | 1.087.800                        |

In het tijdsbestek tussen 1984 en 2014 is de wereldproductie van palmolie met een factor 15 sterk toegenomen.

### Opbrengst
Na het planten van de oliepalm duurt het circa vier jaar tot de eerste oogst. Als de palm een leeftijd van ongeveer 10 jaar heeft bereikt, is de productie maximaal. Dit hoge productieniveau kan de oliepalm nog acht à tien jaar volhouden en dan neemt de opbrengst af. Op één hectare kunnen ongeveer 150 palmbomen staan. De gemiddelde oogst per hectare is iets meer dan 20 ton op jaarbasis. De vruchten worden geperst waarna ca. 3,3 ton palmolie resteert. Hierdoor behoort de oliepalm tot de koplopers onder de olieproducerende planten (in vergelijking: koolzaad, kokospalmen en zonnebloemen leveren 0,7 ton olie per hectare per jaar).

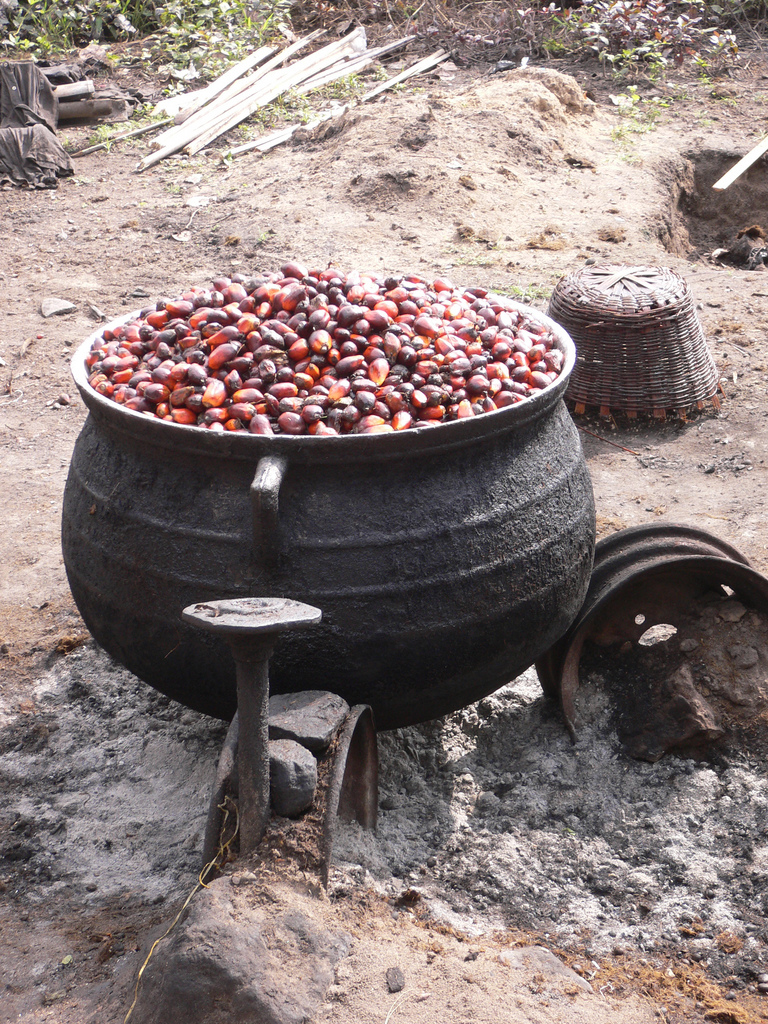
Palmolieproductie Ghana. De vrucht wordt in stukken gehakt en gegaard voordat deze de oliepers ingaat.
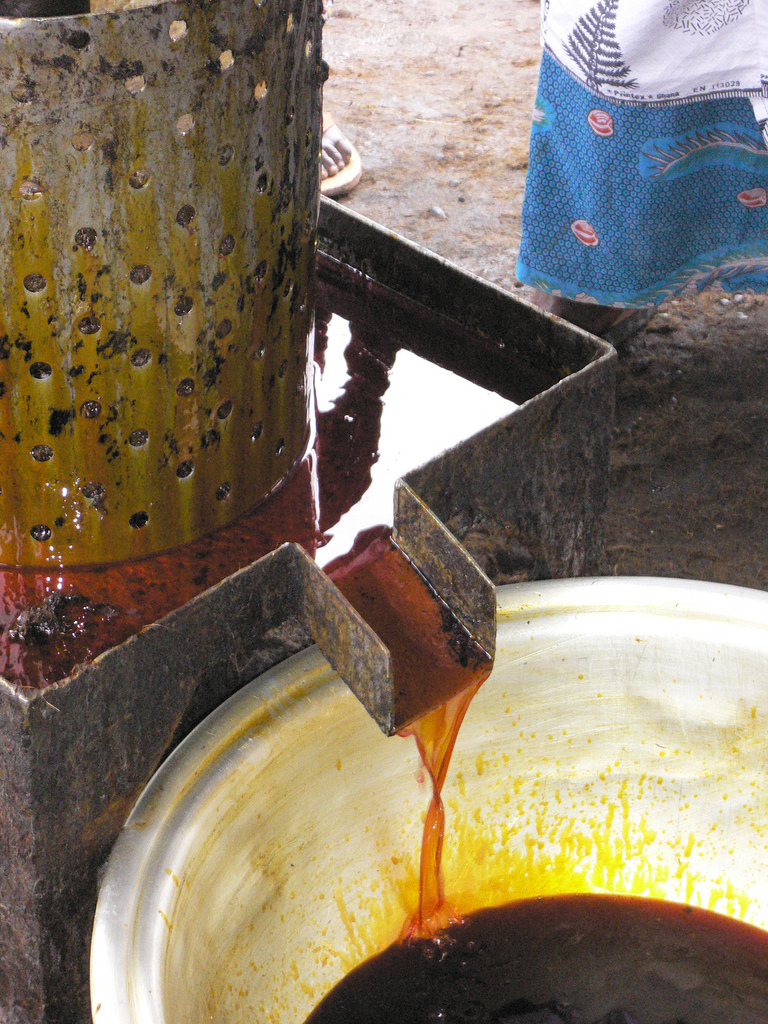
De olie die middels persen verkregen wordt
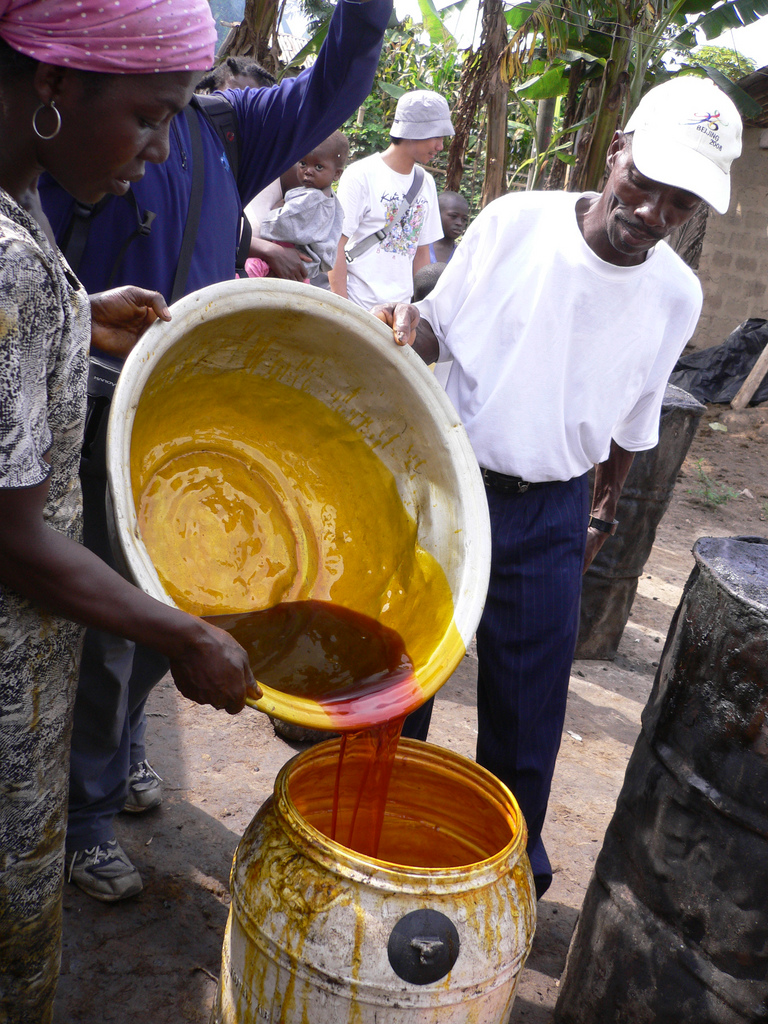
Verkregen olie wordt voor tijdelijke opslag in tonnen opgeslagen.

## Handel
In 2016 bedroeg volgens Green Palm (duurzaamheidscertificaat uit Engeland) de wereldwijde productie 61 miljoen ton, gelijk aan 31% van de totale productie van oliën. De drie belangrijkste alternatieven voor palmolie zijn olie uit soja, koolzaad en zonnebloemen. De export van palmolie, die grotendeels via oceaanvaart verloopt, bedraagt zo'n 60% van alle oliënexport.
Maleisië is de grootste exporteur van palmolie, op de voet gevolgd door Indonesië. De twee landen leveren samen ca. 85% van de wereldproductie. Andere producenten zijn Thailand, Nigeria en Colombia. Grote gebruikers van palmolie zijn China, India en Indonesië. Binnen de Europese Unie is Nederland de belangrijkste importeur.

## Invloed op milieu en klimaat
Sinds jaren bestaat bij wetenschappers, overheden en milieuorganisaties verschil van mening over de voor- en nadelen van aanleg en exploitatie van oliepalmplantages.

### Voordelen
Voorstanders van palmolie-productie stellen dat het hier gaat om een vorm van duurzaam landgebruik.
- Een van de belangrijkste argumenten is het landgebruik. 38,7% van alle gebruikte plantaardige oliën wereldwijd is palmolie. De oliepalm heeft van alle oliegewassen de hoogste opbrengst per hectare: oliepalmen leveren 6,6% van de voor olie bedoelde landbouwgrond in de wereld.[9]
- Natuurorganisatie IUCN stelt dat het vervangen van palmolie tot meer biodiversiteitsverlies kan leiden in plaats van stoppen. Aangezien andere oliegewassen tot negen keer zoveel land nodig hebben als oliepalmen, zou het vervangen van palmolie het totale landoppervlak voor de productie van plantaardige olie aanzienlijk verhogen om aan de mondiale vraag te voldoen.[10]
- Een van de argumenten is dat de palmen de bodem permanent bedekken, zodat deze na kap wordt beschermd tegen bodemerosie.
- Omdat de mens vooral geïnteresseerd is in de palmolie en deze door de oliepalm uit koolstofdioxide en water worden gemaakt, zouden in principe alle nutriënten in het systeem kunnen blijven. Hierdoor zijn weinig kunstmatige meststoffen nodig, zolang de uitgeperste oliepalmpitten als bemesting worden gebruikt en niet worden afgevoerd om verwerkt te worden tot veevoer.[11]
- Ook zou er een milieuvoordeel liggen in het feit dat palmolie als biobrandstof fossiele brandstoffen kan vervangen.

### Nadelen
Grootschalige productie van palmolie wordt door diverse milieuorganisaties scherp bekritiseerd, omdat deze ten koste van oerwoud gaat. Zo wordt bijvoorbeeld op het door Indonesië en Maleisië gedeelde eiland Borneo uitgebreid oerwoud gekapt en afgebrand, waarvan een groot deel illegaal. De opbrengst is in het geval van kap primair bedoeld voor de handel in tropisch hardhout. Als secundaire bestemming worden gebieden ontwikkeld tot palmolieplantage. Dit is een langjarig proces en vraagt grote investeringen. Bij dit alles worden voldongen feiten gecreëerd wat betreft de fauna en flora.
- De oorspronkelijke oerwoudbewoners, zoals primaten, zijn hun natuurlijke habitat kwijt en worden verdreven.[12]
- Daarnaast is de verbranding van tropisch regenwoud wereldwijd een van de grootste oorzaken van de uitstoot van koolstofdioxide.[bron?]
- Palmolie plantages zijn monocultuur. Dat wil zeggen grote stukken land met dezelfde soort aanplant. Deze culturen verstoren de biodiversiteit. Met deze werkwijze van landbouw wordt er veel CO2 uitgestoten.

## Toxicologie
De kankerverwekkende stof 3-MCPD blijkt in palmolie voor te kunnen komen.
Deze stof ontstaat bij het raffineren op hoge temperatuur van de olie. 